# Liste der Einträge im National Register of Historic Places im südwestlichen Worcester (Massachusetts)

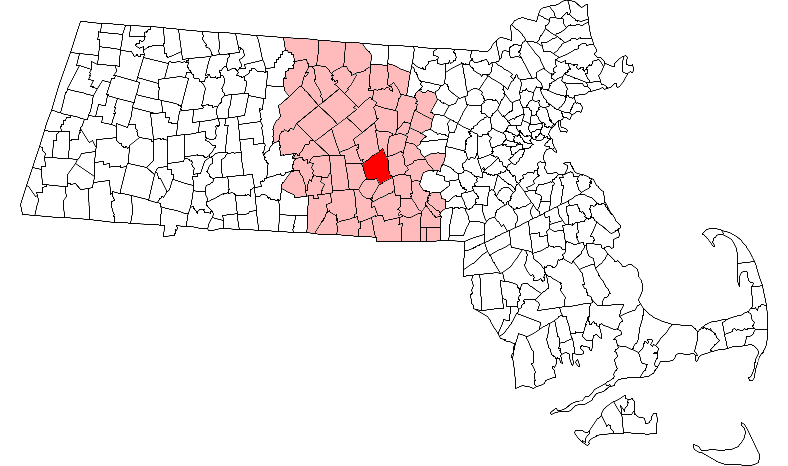
Lage der Stadt Worcester im gleichnamigen County in Massachusetts

Die Liste der Einträge im National Register of Historic Places im südwestlichen Worcester in Massachusetts führt alle Bauwerke, National Historic Landmarks und Historic Districts westlich der Interstate 190 bzw. der Interstate 290 sowie südlich der Massachusetts Route 122 in Worcester auf, die in das National Register of Historic Places aufgenommen wurden.
Die vorliegende Liste wurde aufgrund der Vielzahl an Einträgen in Worcester ausgelagert und ist integraler Bestandteil der Liste der Einträge im National Register of Historic Places im Worcester County.

## Legende
| NRHP | Historic Place    |
| HD   | Historic District |

## Aktuelle Einträge
| [ 2 ] | Name                                                                 | Bild                                       | Eintragsdatum                 | Lage | Ort       | Beschreibung                                                                   |
| ----- | -------------------------------------------------------------------- | ------------------------------------------ | ----------------------------- | --- | --------- | ------------------------------------------------------------------------------ |
| 1     | Adriatic Mills                                                       | Adriatic Mills                             | 5. März 1980 ID-Nr. 80000483  | 3-35 Armory St. 42° 14′ 48,1″ N, 71° 48′ 49″ W                                                               | Worcester | Nicht mehr existent.                                                           |
| 2     | Catherine Ahern Three-Decker                                         | Catherine Ahern Three-Decker               | 9. Feb. 1990 ID-Nr. 89002392  | 215 Cambridge St. 42° 14′ 37″ N, 71° 49′ 19,9″ W                                                             | Worcester |                                                                                |
| 3     | Ashworth and Jones Factory                                           | Ashworth and Jones Factory                 | 5. März 1980 ID-Nr. 80000489  | 1511 Main St. 42° 14′ 22,9″ N, 71° 51′ 41″ W                                                                 | Worcester |                                                                                |
| 4     | Aurora Hotel                                                         | Aurora Hotel                               | 28. Apr. 1988 ID-Nr. 88000429 | 652-660 Main St. 42° 15′ 34,2″ N, 71° 48′ 20,5″ W                                                            | Worcester |                                                                                |
| 5     | Marion Battelle Three-Decker                                         | Marion Battelle Three-Decker               | 9. Feb. 1990 ID-Nr. 89002429  | 13 Preston St. 42° 15′ 31″ N, 71° 48′ 41″ W                                                                  | Worcester |                                                                                |
| 6     | Beacon Street Firehouse                                              | Beacon Street Firehouse                    | 5. März 1980 ID-Nr. 80000538  | 108 Beacon St. 42° 15′ 15,8″ N, 71° 48′ 33,8″ W                                                              | Worcester |                                                                                |
| 7     | Beaver Street Historic District                                      | Beaver Street Historic District            | 9. Feb. 1990 ID-Nr. 89002377  | 31-39 Beaver St. 42° 14′ 57,8″ N, 71° 49′ 37,9″ W                                                            | Worcester |                                                                                |
| 8     | Blackstone Canal Historic District                                   | weitere Bilder                             | 15. Aug. 1995 ID-Nr. 95001004 | Verschiedene Stellen entlang des historischen Kanalverlaufs in Massachusetts 42° 8′ 39,1″ N, 71° 40′ 36,1″ W | Worcester |                                                                                |
| 9     | Boynton and Windsor                                                  | Boynton and Windsor                        | 5. März 1980 ID-Nr. 80000540  | 718, 720 Main St. 42° 15′ 28,1″ N, 71° 48′ 32″ W                                                             | Worcester |                                                                                |
| 10    | Brightside Apartments                                                | Brightside Apartments                      | 5. März 1980 ID-Nr. 80000635  | 2 King St. 42° 15′ 20,2″ N, 71° 48′ 50″ W                                                                    | Worcester |                                                                                |
| 11    | Cambridge Street Firehouse                                           | Cambridge Street Firehouse                 | 5. März 1980 ID-Nr. 80000487  | 534 Cambridge St. 42° 14′ 38″ N, 71° 48′ 33,8″ W                                                             | Worcester |                                                                                |
| 12    | Cambridge Street School                                              | Cambridge Street School                    | 5. März 1980 ID-Nr. 80000484  | 510 Cambridge St. 42° 14′ 37″ N, 71° 48′ 38,2″ W                                                             | Worcester |                                                                                |
| 13    | Castle Street Row                                                    | Castle Street Row                          | 5. März 1980 ID-Nr. 80000625  | 4-18 Castle St.; 20-24 Castle St. 42° 15′ 24,1″ N, 71° 48′ 45″ W                                             | Worcester |                                                                                |
| 14    | Clark University                                                     | weitere Bilder                             | 5. März 1980 ID-Nr. 80000547  | Clark University campus 42° 15′ 2,9″ N, 71° 49′ 23,2″ W                                                      | Worcester |                                                                                |
| 15    | Corner Lunch                                                         | Corner Lunch                               | 15. Nov. 2000 ID-Nr. 00001286 | 133 Lamartine St. 42° 15′ 10,1″ N, 71° 48′ 20,2″ W                                                           | Worcester |                                                                                |
| 16    | Thomas Crabtree Three-Decker                                         | Thomas Crabtree Three-Decker               | 9. Feb. 1990 ID-Nr. 89002383  | 22 Haynes St. 42° 14′ 40,9″ N, 71° 49′ 45,8″ W                                                               | Worcester |                                                                                |
| 17    | Elias Crawford House                                                 | Elias Crawford House                       | 5. März 1980 ID-Nr. 80000552  | 3 Norwood St. 42° 15′ 10,1″ N, 71° 49′ 9,1″ W                                                                | Worcester |                                                                                |
| 18    | Crystal Street Historic District                                     | Crystal Street Historic District           | 9. Feb. 1990 ID-Nr. 89002379  | 30-34 Crystal St. 42° 14′ 47″ N, 71° 49′ 23,9″ W                                                             | Worcester |                                                                                |
| 19    | Dale and Ethan Allen Streets Historic District                       |                                            | 2. Dez. 2019 ID-Nr. 100004700 | 42° 15′ 33,1″ N, 71° 49′ 29,9″ W                                                                             | Worcester |                                                                                |
| 20    | Wesley Davis Three-Decker                                            | Wesley Davis Three-Decker                  | 9. Feb. 1990 ID-Nr. 89002386  | 7 Albert St. 42° 14′ 53,9″ N, 71° 49′ 14,2″ W                                                                | Worcester |                                                                                |
| 21    | Dowley-Taylor House                                                  | Dowley-Taylor House                        | 5. März 1980 ID-Nr. 80000627  | 770 Main St. 42° 15′ 24,1″ N, 71° 48′ 40″ W                                                                  | Worcester |                                                                                |
| 22    | Downing Street School                                                | Downing Street School                      | 5. März 1980 ID-Nr. 80000621  | 92 Downing St. 42° 15′ 14″ N, 71° 49′ 29,4″ W                                                                | Worcester |                                                                                |
| 23    | Emmanuel Baptist                                                     | Emmanuel Baptist                           | 5. März 1980 ID-Nr. 80000536  | 717 Main St. 42° 15′ 27″ N, 71° 48′ 29,2″ W                                                                  | Worcester |                                                                                |
| 24    | Fairlawn                                                             | Fairlawn                                   | 5. März 1980 ID-Nr. 80000594  | 189 May St. 42° 15′ 37,1″ N, 71° 50′ 10″ W                                                                   | Worcester |                                                                                |
| 25    | C. H. Fitch House                                                    | C. H. Fitch House                          | 5. März 1980 ID-Nr. 80000631  | 15 Oread St. 42° 15′ 20,2″ N, 71° 48′ 41″ W                                                                  | Worcester |                                                                                |
| 26    | Levi Flagg Three-Decker                                              | Levi Flagg Three-Decker                    | 9. Feb. 1990 ID-Nr. 89002362  | 79 Florence St. 42° 15′ 2,2″ N, 71° 49′ 35″ W                                                                | Worcester |                                                                                |
| 27    | Freeland Street School                                               | Freeland Street School                     | 5. März 1980 ID-Nr. 80000482  | 12 Freeland St. 42° 14′ 48,8″ N, 71° 49′ 32,9″ W                                                             | Worcester |                                                                                |
| 28    | Hadley Furniture Company Building                                    | Hadley Furniture Company Building          | 1. März 2011 ID-Nr. 11000068  | 651-659 Main St. 42° 15′ 33,8″ N, 71° 48′ 19,1″ W                                                            | Worcester |                                                                                |
| 29    | Charles A. Hall Three-Decker                                         | Charles A. Hall Three-Decker               | 9. Feb. 1990 ID-Nr. 89002423  | 68 Mason St. 42° 15′ 25,9″ N, 71° 49′ 16″ W                                                                  | Worcester |                                                                                |
| 30    | Hammond Organ Factory                                                | Hammond Organ Factory                      | 5. März 1980 ID-Nr. 80000632  | 9 May St. 42° 15′ 18″ N, 71° 48′ 56,9″ W                                                                     | Worcester |                                                                                |
| 31    | Samuel Hirst Three-Decker                                            | Samuel Hirst Three-Decker                  | 9. Feb. 1990 ID-Nr. 89002420  | 90 Lovell St. 42° 15′ 10,1″ N, 71° 49′ 58,1″ W                                                               | Worcester |                                                                                |
| 32    | Holy Name of Jesus Complex                                           | Holy Name of Jesus Complex                 | 9. Juni 1988 ID-Nr. 88000721  | Illinois St. 42° 14′ 44,9″ N, 71° 49′ 16″ W                                                                  | Worcester |                                                                                |
| 33    | Hope Cemetery                                                        | Hope Cemetery                              | 22. Dez. 1997 ID-Nr. 97001560 | 119 Webster St. 42° 14′ 10″ N, 71° 49′ 34″ W                                                                 | Worcester |                                                                                |
| 34    | Daniel Hunt Three-Decker                                             | Daniel Hunt Three-Decker                   | 9. Feb. 1990 ID-Nr. 89002451  | 9 Wyman St. 42° 15′ 2,2″ N, 71° 49′ 14,2″ W                                                                  | Worcester |                                                                                |
| 35    | IOOF Building                                                        | IOOF Building                              | 5. März 1980 ID-Nr. 80000535  | 674 Main St. 42° 15′ 31″ N, 71° 48′ 25,9″ W                                                                  | Worcester |                                                                                |
| 36    | Harry B. Ingraham Three-Decker                                       | Harry B. Ingraham Three-Decker             | 9. Feb. 1990 ID-Nr. 89002363  | 19 Freeland St. 42° 14′ 48,1″ N, 71° 49′ 30″ W                                                               | Worcester |                                                                                |
| 37    | Junction Shop and Hermon Street District                             | Junction Shop and Hermon Street District   | 5. März 1980 ID-Nr. 80000533  | 42° 15′ 22″ N, 71° 48′ 28,1″ W                                                                               | Worcester | Im Register als „Junction Shop and Herman Street District“ falsch geschrieben. |
| 38    | Lucius Knowles House                                                 | Lucius Knowles House                       | 5. März 1980 ID-Nr. 80000628  | 838 Main St. 42° 15′ 18″ N, 71° 48′ 52,9″ W                                                                  | Worcester |                                                                                |
| 39    | John Legg House                                                      | John Legg House                            | 5. März 1980 ID-Nr. 80000623  | 5 Claremont St. 42° 15′ 14″ N, 71° 49′ 3″ W                                                                  | Worcester |                                                                                |
| 40    | Thomas Lumb Three-Decker                                             | Thomas Lumb Three-Decker                   | 9. Feb. 1990 ID-Nr. 89002403  | 80 Dewey St. 42° 15′ 36″ N, 71° 49′ 14,9″ W                                                                  | Worcester |                                                                                |
| 41    | Thomas Lumb Three-Decker                                             | Thomas Lumb Three-Decker                   | 9. Feb. 1990 ID-Nr. 89002448  | 44 Winfield St. 42° 15′ 36″ N, 71° 49′ 17″ W                                                                 | Worcester |                                                                                |
| 42    | John Mark Three-Decker                                               | John Mark Three-Decker                     | 9. Feb. 1990 ID-Nr. 89002435  | 24 Sigel St. 42° 15′ 6,1″ N, 71° 48′ 10,1″ W                                                                 | Worcester |                                                                                |
| 43    | Masonic Temple                                                       | Masonic Temple                             | 5. März 1980 ID-Nr. 80000537  | Ionic Ave. 42° 15′ 29,2″ N, 71° 48′ 20,9″ W                                                                  | Worcester |                                                                                |
| 44    | May Street Historic District                                         | weitere Bilder                             | 5. März 1980 ID-Nr. 80000622  | 29-46 May St. 42° 15′ 22″ N, 71° 49′ 10,6″ W                                                                 | Worcester |                                                                                |
| 45    | Elizabeth McCafferty Three-Decker                                    | Elizabeth McCafferty Three-Decker          | 9. Feb. 1990 ID-Nr. 89002395  | 45 Canterbury St. 42° 14′ 57,1″ N, 71° 48′ 49″ W                                                             | Worcester | Nicht mehr existent.                                                           |
| 46    | Andrew McCarron Three-Decker                                         | Andrew McCarron Three-Decker               | 9. Feb. 1990 ID-Nr. 89002442  | 3 Pitt St. 42° 14′ 40,9″ N, 71° 48′ 23″ W                                                                    | Worcester |                                                                                |
| 47    | John B. McDermott Three-Decker                                       | John B. McDermott Three-Decker             | 9. Feb. 1990 ID-Nr. 89002366  | 21 Freeland St. 42° 14′ 47″ N, 71° 49′ 30″ W                                                                 | Worcester |                                                                                |
| 48    | Miss Worcester Diner                                                 | Miss Worcester Diner                       | 21. Nov. 2003 ID-Nr. 03001178 | 302 Southbridge St. 42° 15′ 14″ N, 71° 48′ 24,1″ W                                                           | Worcester |                                                                                |
| 49    | S. D. Newton House                                                   | S. D. Newton House                         | 5. März 1980 ID-Nr. 09000142  | 8 Sycamore St. 42° 16′ 29,6″ N, 71° 48′ 21,2″ W                                                              | Worcester |                                                                                |
| 50    | Norcross Brothers Houses                                             | Norcross Brothers Houses                   | 5. März 1980 ID-Nr. 80000624  | 16, 18 Claremont St. 42° 15′ 18″ N, 71° 49′ 7″ W                                                             | Worcester |                                                                                |
| 51    | James O’Connor Three-Decker                                          | James O’Connor Three-Decker                | 9. Feb. 1990 ID-Nr. 89002419  | 23 Endicott St. 42° 15′ 2,9″ N, 71° 48′ 14″ W                                                                | Worcester |                                                                                |
| 52    | James O’Connor-John Trybowski Three-Decker                           | James O’Connor-John Trybowski Three-Decker | 9. Feb. 1990 ID-Nr. 89002393  | 21 Canton St. 42° 14′ 56″ N, 71° 48′ 10,1″ W                                                                 | Worcester |                                                                                |
| 53    | Pilgrim Congregational Church                                        | Pilgrim Congregational Church              | 5. März 1980 ID-Nr. 80000551  | 909 Main St. 42° 15′ 6,8″ N, 71° 49′ 8″ W                                                                    | Worcester |                                                                                |
| 54    | Frank Reed Three-Decker                                              | Frank Reed Three-Decker                    | 9. Feb. 1990 ID-Nr. 89002422  | 913, 915 Main St. 42° 15′ 6,1″ N, 71° 49′ 9,8″ W                                                             | Worcester |                                                                                |
| 55    | Albert Ridyard Three-Decker                                          | Albert Ridyard Three-Decker                | 9. Feb. 1990 ID-Nr. 89002431  | 5 Mount Pleasant St. 42° 15′ 14″ N, 71° 48′ 46,1″ W                                                          | Worcester |                                                                                |
| 56    | St. Marks                                                            | St. Marks                                  | 5. März 1980 ID-Nr. 80000481  | Freeland St. 42° 14′ 52,1″ N, 71° 49′ 34″ W                                                                  | Worcester |                                                                                |
| 57    | St. Matthews                                                         | St. Matthews                               | 5. März 1980 ID-Nr. 80000485  | 693 Southbridge St. 42° 14′ 35,2″ N, 71° 48′ 43,9″ W                                                         | Worcester |                                                                                |
| 58    | St. Peters Catholic Church                                           | St. Peters Catholic Church                 | 5. März 1980 ID-Nr. 80000548  | 935 Main St. 42° 14′ 35,2″ N, 71° 48′ 43,9″ W                                                                | Worcester |                                                                                |
| 59    | James Schofield House                                                | James Schofield House                      | 5. März 1980 ID-Nr. 80000634  | 3 Mt. Pleasant St. 42° 15′ 14″ N, 71° 48′ 45″ W                                                              | Worcester |                                                                                |
| 60    | Moody Shattuck House                                                 | Moody Shattuck House                       | 5. März 1980 ID-Nr. 80000626  | 768 Main St. 42° 15′ 24,8″ N, 71° 48′ 38,2″ W                                                                | Worcester |                                                                                |
| 61    | Clara Simpson Three-Decker                                           | Clara Simpson Three-Decker                 | 9. Feb. 1990 ID-Nr. 89002440  | 69 Piedmont St. 42° 15′ 36″ N, 71° 48′ 46,1″ W                                                               | Worcester |                                                                                |
| 62    | Ellen M. Smith Three-Decker                                          | Ellen M. Smith Three-Decker                | 9. Feb. 1990 ID-Nr. 89002409  | 22 Kilby St. 42° 15′ 2,2″ N, 71° 48′ 58″ W                                                                   | Worcester | Nicht mehr existent.                                                           |
| 63    | Elliot Smith House                                                   | Elliot Smith House                         | 5. März 1980 ID-Nr. 80000629  | 839 Main St. 42° 15′ 15,1″ N, 71° 48′ 52,9″ W                                                                | Worcester | Nicht mehr existent.                                                           |
| 64    | South Unitarian                                                      | South Unitarian                            | 5. März 1980 ID-Nr. 80000550  | 888 Main St. 42° 15′ 11,2″ N, 71° 49′ 5,2″ W                                                                 | Worcester |                                                                                |
| 65    | South Worcester Branch Library                                       | South Worcester Branch Library             | 5. März 1980 ID-Nr. 80000486  | 705 Southbridge St. 42° 14′ 33″ N, 71° 48′ 45″ W                                                             | Worcester |                                                                                |
| 66    | Southbridge-Sargent Manufacturing District                           | Southbridge-Sargent Manufacturing District | 5. März 1980 ID-Nr. 80000534  | Southbridge, Sargent und Gold Sts. 42° 15′ 15,1″ N, 71° 48′ 23″ W                                            | Worcester |                                                                                |
| 67    | Edward Stark House                                                   | Edward Stark House                         | 5. März 1980 ID-Nr. 80000633  | 21 Oread St. 42° 15′ 18″ N, 71° 48′ 38,9″ W                                                                  | Worcester |                                                                                |
| 68    | Daniel Stevens House                                                 | Daniel Stevens House                       | 5. März 1980 ID-Nr. 80000532  | 7 Sycamore St. 42° 15′ 28,1″ N, 71° 48′ 24,8″ W                                                              | Worcester |                                                                                |
| 69    | Edward Stone Three-Decker                                            | Edward Stone Three-Decker                  | 9. Feb. 1990 ID-Nr. 89002450  | 8 Wyman St. 42° 15′ 1,1″ N, 71° 49′ 14,2″ W                                                                  | Worcester |                                                                                |
| 70    | J. R. Torrey Razor Co. and J. R. Torrey & Co. Manufacturing Facility |                                            | 20. Mai 2024 ID-Nr. 100010339 | 128 Chandler St. 42° 15′ 36,5″ N, 71° 48′ 43,2″ W                                                            | Worcester |                                                                                |
| 71    | John Troupes Three-Decker                                            | John Troupes Three-Decker                  | 9. Feb. 1990 ID-Nr. 89002394  | 25 Canton St. 42° 14′ 55″ N, 71° 48′ 11,9″ W                                                                 | Worcester |                                                                                |
| 72    | The Vendome and the St. Ives                                         | The Vendome and the St. Ives               | 9. Feb. 1990 ID-Nr. 89002331  | 17-19 und 21-23 Chandler St. 42° 15′ 33,1″ N, 71° 48′ 19,1″ W                                                | Worcester |                                                                                |
| 73    | Webster Street Firehouse                                             | Webster Street Firehouse                   | 5. März 1980 ID-Nr. 80000480  | 40 Webster St. 42° 14′ 38″ N, 71° 49′ 59,9″ W                                                                | Worcester |                                                                                |
| 74    | Wellington Street Apartment House District                           | Wellington Street Apartment House District | 5. März 1980 ID-Nr. 80000539  | Jacques Ave. sowie Wellington und Irving Sts. 42° 15′ 34,9″ N, 71° 48′ 33,8″ W                               | Worcester |                                                                                |
| 75    | Franklin Wesson House                                                | Franklin Wesson House                      | 5. März 1980 ID-Nr. 80000603  | 8 Claremont St. 42° 15′ 15,8″ N, 71° 49′ 1,9″ W                                                              | Worcester |                                                                                |
| 76    | Whittall Mills                                                       | Whittall Mills                             | 5. März 1980 ID-Nr. 80000490  | Brussels St. 42° 14′ 26,9″ N, 71° 48′ 54″ W                                                                  | Worcester |                                                                                |
| 77    | Woodland Street Firehouse                                            | Woodland Street Firehouse                  | 5. März 1980 ID-Nr. 80000630  | 36 Woodland St. 42° 15′ 25,9″ N, 71° 49′ 4,8″ W                                                              | Worcester |                                                                                |
| 78    | Woodland Street Historic District                                    | Woodland Street Historic District          | 5. März 1980 ID-Nr. 80000549  | Hawthorne, Loudon, Norwood und Woodland Sts. 42° 15′ 11,2″ N, 71° 49′ 14,9″ W                                | Worcester |                                                                                |
| 79    | Worcester Bleach and Dye Works                                       | Worcester Bleach and Dye Works             | 8. Nov. 2000 ID-Nr. 00001343  | 60 Fremont St. 42° 14′ 29″ N, 71° 49′ 3″ W                                                                   | Worcester |                                                                                |
| 80    | Worcester Corset Company Factory                                     | Worcester Corset Company Factory           | 4. Okt. 1984 ID-Nr. 84000097  | 30 Wyman St. 42° 14′ 56″ N, 71° 49′ 9,8″ W                                                                   | Worcester |                                                                                |
| 81    | Worcester Market Building                                            | Worcester Market Building                  | 5. März 1980 ID-Nr. 80000612  | 831 Main St. 42° 15′ 33,8″ N, 71° 48′ 18″ W                                                                  | Worcester |                                                                                |

## Ehemalige Einträge
| [ 2 ] | Name           | Bild           | Eintragsdatum                | Lage                                          | Ort       | Beschreibung                                     |
| ----- | -------------- | -------------- | ---------------------------- | --------------------------------------------- | --------- | ------------------------------------------------ |
| 1     | Stearns Tavern | Stearns Tavern | 5. März 1980 ID-Nr. 80000479 | 651 Park Ave. 42° 14′ 44,2″ N, 71° 50′ 8,2″ W | Worcester | Der Eintrag wurde am 26. Dezember 2023 gelöscht. |